# Mutisioideae
Mutisioideae es una subfamilia de plantas de flores perteneciente a la familia Asteraceae.
Esta subfamilia presenta flores con corola bilabiada. Los lóbulos del estigma son cortos.
El número cromosómico básico es n=6 a 9.
La subfamilia comprende 44 géneros y aproximadamente 630 especies que se distribuyen en Sudamérica.
Los 44 géneros se agrupan en las siguientes tribus: 
- Onoserideae
  - Aphyllocladus, Gypothamnium, Lycoseris, Onoseris, Plazia, Urmenetea.
- Nassauvieae
  - ejemplos: Nassauvia, Criscia.
- Mutisieae
  - ejemplos :Gerbera, Mutisia.

Los géneros con mayor número de especies son Acourtia (65), Chaptalia (60), 
Mutisia (50) y Trixis (50).